# Commanderie de Pézenas
La commanderie de Pézenas se situait à Pézenas dans l'Hérault, région Languedoc-Roussillon. Elle sera dévolue aux Hospitaliers de l'ordre de Saint-Jean de Jérusalem à l'abolition de l'ordre du Temple.

## Histoire
Les templiers sont attestés à Pézenas à partir de 1131.
La plupart des titres de la commanderie ont malheureusement été brulés en 1562 lorsque les troupes protestantes de Jacques de Crussol ont pillé Pézenas sous les Hospitaliers.

## Commandeurs templiers
| Nom du commandeur                                                         | Dates           | Précisions |
| ------------------------------------------------------------------------- | --------------- | --- |
| ...                                                                       |                 | |
| Hugues de Pézenas (Hugo de Pedenacio)                                     | 1140-1148       | |
| Guillaume de Deux-Rieux (Guillelmus de Dua Riula)                         | 1152            | |
| Pierre de Toulouse (Petrus de Tolosa)                                     | 1157-1165       | Commandeur de Montsaunès (1165) |
| Bertrand de Touroulle ou de Torola (Bertrandus de Torola)                 | 1172-1173       | |
| Géraud de Sauve ou Gérald de Salve (Geraldus de Salve)                    | 1177-1180       | Dit aussi Guiraud de Sauve (la) 1177: domui milicie Templi de Pezenacio et tibi Geraldo comendatori de Salve ejusdem domus ; domui milice templi de pezenatio et guiraudo de salve comandatori 1179 et 1180: Geraldo de Salve comendatori domus milicie Templi de Pezenacio 1180/81: Guiro de Salivo |
| Arveu (Arveus)                                                            | 1181-1183,      | |
| Guillaume de Bages (Guillelmus de Bagis)                                  | 1183            | |
| Guillaume de Saint-Paul (Guillelmus de Sancto Paulo)                      | 1184-1185       | Frère à Richerenches (1176-1179), puis commandeur à Roaix (1179-1182) |
| Frotard de Conques (Frotardus de Conchis)                                 | 1186-1191,      | Sera de nouveau commandeur de Pézenas en 1194/1195. |
| Frotard de Rocozels ou de Roquessels (Frotardus de Rocosel, de Rocosello) | 1192-1193,      | Commandeur de Jalès (1181),, de Sainte-Eulalie de Cernon (1184, 1186-1188, 1198), de Périès (1202), puis de Narbonne (1204). Dans un acte de 1198, il apparaît avec Guillaume d'Auvergne comme « commandeurs conjoints » du Temple de Pézenas.                                                       |
| Frotard de Conques                                                        | 1194/5,         | Avait déjà été commandeur de Pézenas (1186-1191) |
| Guillaume d'Auvergne (Alvernia)                                           | 1195-1202,      | Dans un acte de 1198, il apparaît avec Frotard de Rocosel comme « commandeurs conjoints » du Temple de Pézenas. |
| Guillaume de l'Aumône                                                     | 1201            | Le même que Guillaume d'Auvergne? La graphie n'est pas certaine, Alvernia ou Alumnia sur un acte de 1202 |
| Bermond                                                                   | 1203            | oct. 1203 |
| Guillaume Arnaud                                                          | 1205-1206       | |
| Bertrand de Salis                                                         | 1207-1208       | |
| ...                                                                       |                 | |
| Foulques de Montpezat                                                     | 1213, 1218-1219 | Commandeur de Jalès (1201-1202, 1204, 1207-1214, 1218) Commandeur du Mas Deu (1205-1207) Commandeur de Saint-Barthélemy du Puy (Le Puy-en-Velay) (1210), Maître de Provence et parties des Espagnes (1224-1227)                                                                                      |
| Bernard de Casa                                                           | 1222-1224       | Commandeur de Saint-Gilles (1199-1200, 1204-1205), Arles (1201), Marseille (1202), Montpellier (1215-1218), Montfrin (1227-1228) |
| Rostaing d’Avène (Avena)                                                  | 1226-1230       | |
| Hugues Carbonel                                                           | 1230-1231       | oct. 1230 |
| Pierre Ferrarii                                                           | 1235-1237       | Sous-précepteur de Pézenas en 1230 |
| Raimond Amelii                                                            | 1245-1246       | |
| ...                                                                       |                 | |
| Guillaume Pelestort                                                       | 1258            | |
| Guillaume Charnerio                                                       | 1260-1262       | |
| Aimeric de Novis                                                          | 1269-1271       | |
| ...                                                                       |                 | |
| Pons de Brochet                                                           | 1280            | |
| Guillaume de Castroveteri                                                 | 1291-1292       | |
| Guillaume de Castro Novo                                                  | 1297-1307       | chevalier |

## Commandeurs hospitaliers
Parmi la liste de ces commandeurs, certains ont accédé par la suite aux plus hautes fonctions de l'ordre. On trouve entre autres deux grands maîtres et un grand commandeur (XVIe siècle). La commanderie de Pézenas est mentionnée comme la chambre magistrale du prieuré de Saint-Gilles à partir de la fin du XVIe siècle
(une des chambres ou commanderies magistrales qui appartenaient au grand maître, à savoir une pour chaque grand prieuré).
| Nom du commandeur                           | Dates          | Précisions |
| ------------------------------------------- | -------------- | --- |
| ...                                         |                | |
| Jean Guilhem                                | 1320           | |
| ...                                         |                | |
| Pierre Jourdain                             | 1333 1344 1346 | « Pierre Jordan » |
| Gaucher de la Bastide (de La Bâtie-Rolland) | 1369           | Lieutenant du grand prieuré de Saint-Gilles (1369) Prieur de Toulouse (1370-1380) |
| ...                                         |                | |
| Elie de Fossat                              | 1400 - 1407/08 | 04 janvier 1400 - 1407/08 Commandeur de Caignac et Villemartin (déc. 1384-?), d'Argentens (25 juin 1390- 4 jan. 1400), de Saint-Nexans Grand commandeur (1403-1407) |
| Jean Brossis                                | 1408           | |
| Jean de Castelane                           | 1457           | |
| Jacques de Pignan                           | 1477- 1492     | Commandeur de Douzains, Peyriès et Pézenas « Jacobus de Pinhano, miles ordinis Sancti Johannis Jerusalem, preceptor preceptorie de Pedenacio » (1481) |
| ...                                         |                | |
| Fouquet de Caritat                          | 1532 - 1552    | Commandeur de Montpellier (1522) Lieutenant du grand prieur de Saint-Gilles (1532-1543), commandeur de Douzains (1541), la Tronquière (1524) et Pézenas (1532) Grand commandeur (1541-1544) Prieur de Toulouse (1544-1552) |
| ...                                         |                | |
| Jean de Valette (1494-1568)                 | 1554 - 1564    | Gouverneur de Tripoli (1537) Bailli de Lango et Général des galères de l'ordre () Commandeur du Bastit du Causse (1542-1554) Commandeur de Caignac (?-1554), Renneville (1547-1557) et Pézenas Grand commandeur (1555) Prieur de Saint-Gilles (1556-1557) Grand maître de l'ordre (1557-1568) |
| Antoine de Thézan-Vénasque                  | 1564 - 1572    | Commandeur d'Avignon et de Pézenas Commandeur de Morlaàs (« Morlans ») et Garidech (1555/56-1562/63) Lieutenant de Louis du Pont, grand prieur de Saint-Gilles (1562-1563) et receveur du commun trésor de ce prieuré (1562-?) |
| Claude de Thézan-Vénasque († 1605)          | 1573 - 1577    | Commandeur d'Avignon , Garidech et Pézenas Et lieutenant de François de Panisse, Prieur de Saint-Gilles (1573-1576) Commandeur de Millau (1577- ?) Commandeur de la Tronquière (1603) Grand commandeur (1603- 1605) |
| Hugues Loubens de Verdalle (1531-1595)      | 1577 - 1581    | Initialement commandeur de La Capelle, Castelsarrasin et Villedieu Receveur général du grand prieuré de Toulouse (1563-1566) Prieur de Saint-Gilles (1567-1570) Lieutenant du grand commandeur (1577) Grand maître de l'ordre (1581-1595) Créé cardinal de Santa Maria in Portico Octaviae le 18 décembre 1587. Jean de Mandols est fondé de pouvoir et commandeur en survivance de Pézenas en 1579 |
| Charles de Grace de Briausson               | 1595           | Commandeur de la chambre magistrale de Pézenas |
| François d'Astorg Ségreville                | 1607           | |
| Jean de Vassadel Vaqueyras                  | 1610           | Commandeur de Peyriès et Pézenas Grand commandeur (1610-?) |
| Joachim de Montagu Fromiguières             | 1622           | Ambassadeur de l'ordre en France (?-1622) Prieur de Toulouse (1622-1630) |
| Pierre-Balthazar de Mandols                 | 1665-1666      | dit aussi « Le Sieur de Mendols » |
| Guy de la Rochefoucauld (1698-1731)         | 1702           | |
| Philippe-Alexandre de Conflans (1676-1744)  | 1719           | |
| Jean-Louis de Guérin de Tencin              | 1752 - 1761    | |
| Eugène-Hercule Camille de Rohan (1737-1816) | 1766 - 1792/93 | « Le prince Camille de Rohan » Commandeur de Castres et Pézenas Général des galères de l'ordre (1767) Ambassadeur extraordinaire auprès du pape (1790) Prieur d'Aquitaine (? - 1798 ; 1814-1816) |

## État
Il ne reste rien des bâtiments de l'époque templière. La chapelle se trouvait à l'emplacement de l'actuelle collégiale Saint-Jean et la maison du Temple a fait place à un nouveau bâtiment édifié par les Hospitaliers au XVIe siècle.

## Membres et dépendances
Ci-dessous la liste des possessions de la commanderie de Pézenas telles qu'elle a été dressée lors de la visite de 1761,:
- Abeilhan (co-seigneurie)
- Aumes (censive et directe)
- Cazouls-d'Hérault (château, domaine et justice)
- L'Étang (Lestang, métairie), commune de Pézenas
- Lézignan-la-Cèbe (seigneurie)
- Magalas (censes)
- Montagnac (censive et directe)
- Saint-Jean de La Cavalerie (domaine), commune de Montblanc
- Saint-Jean de Tougues / de Tongue (métairie), commune d'Abeilhan
- Saint-Siméon (prieuré), commune de Pézenas
- Usclas-d'Hérault (église et domaine)